# Chrastice kanárská

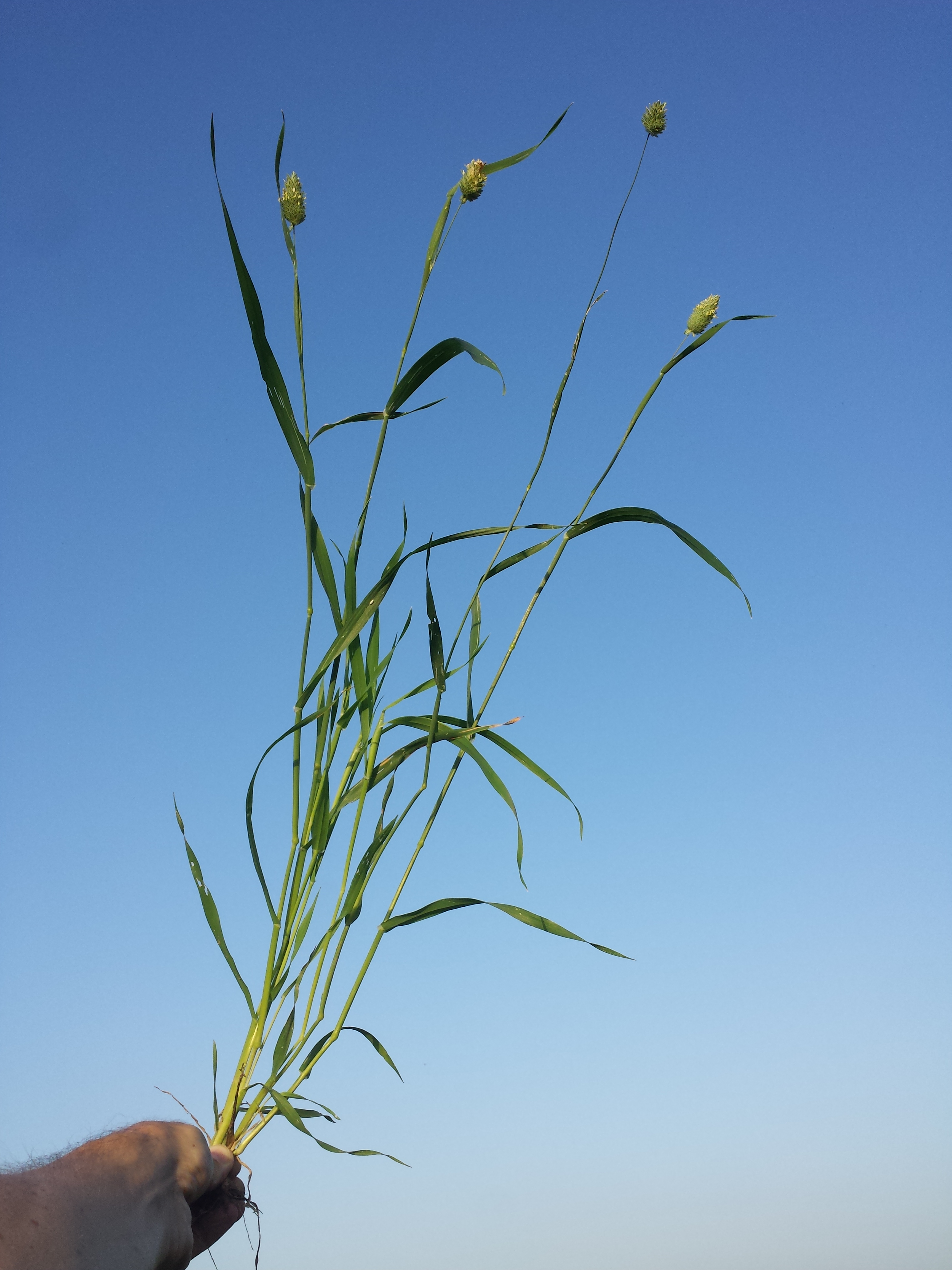
Rozvětvená rostlina

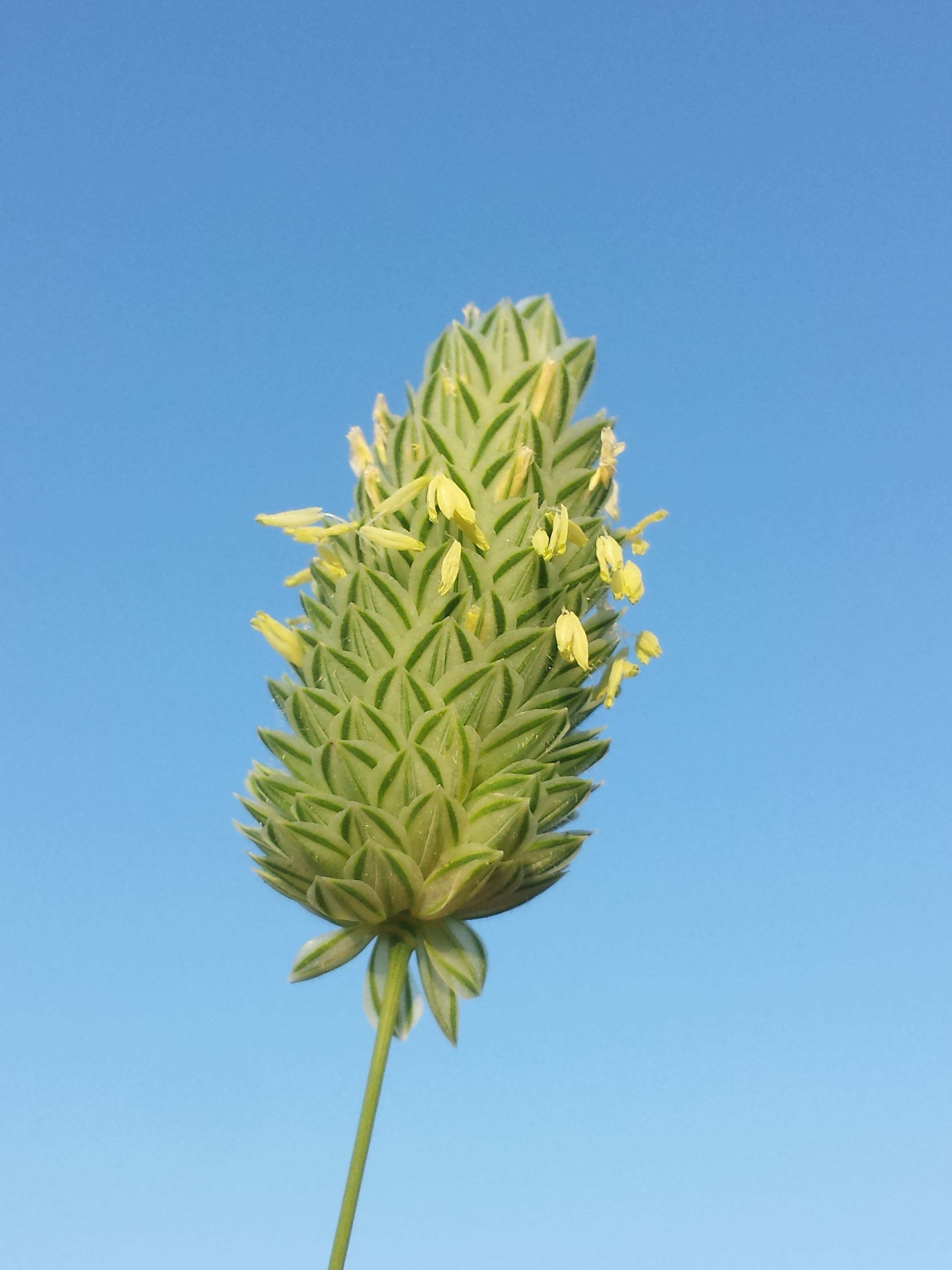
Nakvétající klas

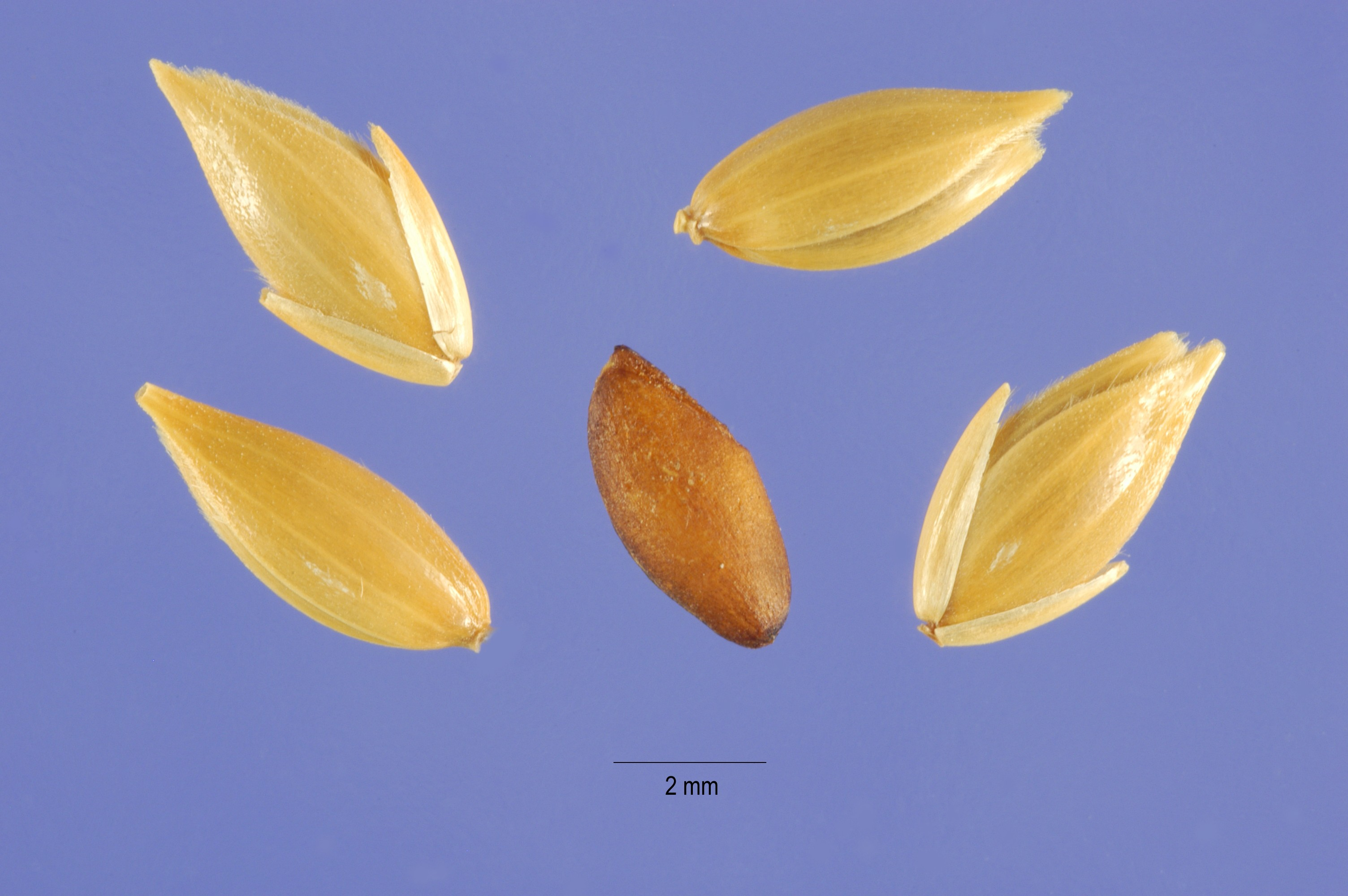
Obilky

Chrastice kanárská (Phalaris canariensis) je jednoletá tráva vysoká průměrně 80 cm, jež vyrůstá ve vzpřímených a bohatě olistěných trsech. Pěstuje se hlavně pro semena (obilky), převážně používaná jako oblíbené krmivo pro doma chované exotické ptactvo. V České republice je tento nepůvodní druh považován za příležitostně pěstovaný neofyt.
Dříve byl rod Phalaris neopodstatněně rozdělen do dvou rodů s českými názvy chrastice a lesknice. Po jejich sjednocení dostal rod české jméno chrastice, a proto se tento druh nyní jmenuje chrastice kanárská. Ve starší literatuře i mezi chovateli a pěstiteli se ještě hojně vyskytuje zažité pojmenování „lesknice kanárská“.

## Rozšíření
Jako nový druh chrastice kanárská vznikla pravděpodobně na Kanárských ostrovech a v přilehlém severoafrickém Maroku. Odkud se během staletí samovolně i lidským přičiněním rozšířila do všech pěti obydlených světadílů. Hojně je nyní pěstována na jihu Evropy, na severu Afriky, na Blízkém východě, Arabském poloostrově, v Turecku, Pákistánu, Indii, ve střední Číně, Japonsku, ve značné části Severní, Střední i Jižní Ameriky, obdobně jako v Austrálii, na Novém Zélandu i Havajských ostrovech.
Na území dnešní České republiky se rostlina dostala teprve v 19. století. Teprve v roce 2000 byl v Česku povolen první vyšlechtěný kultivar chrastice kanárské s názvem 'Judita', jež postupně nachází uplatnění v zemědělské praxi. Počátky jejího ekologické pěstování je spojeno s Výzkumným ústavem pícninářským v Troubsku.

## Ekologie
Bylina je poměrně teplomilná a vyséváme ji nejlépe na místo nezastíněné, nejlépe do půdy hlinité, hlinito písčité až hlinito jílovité. Preferuje stranoviště dobře zásobené vláhou i živinami, proto se nepovažuje za plodinu vhodnou do zeminy lehké, velmi propustné a na živiny chudé. Nemá přílišné nároky na pH půdy, jenž může být mírně kyselá až mírně zásaditá a částečně i podmáčená, poměrně dobře snáší i její mírné zasolení.
Kromě obhospodařovaných polích se vyskytuje i po okrajích polních cest či silnic, často také v ruderálních společenstvech. V ČR je pěstována převážně v kukuřičné a řepařské výrobní oblasti; koření poměrně mělce a je vhodnější do vlhčích podmínek. Vyhovují jí roční roční srážky v toleranci od 430 do 860 mm. Je vhodné vysít ji brzy na jaře, pro využití zimní vláhy ideálně v prvé polovině dubna, při teplotě okolo 8 °C vzchází již za jeden až dva týdny. Mladé semenáče snesou krátkodobý pokles teploty až -5 °C, vyhovuje jim střídání vyšších teplot během dne a nižších v noci. Chrastice kanárská ve středoevropských klimatických podmínkách kvete v červnu a červenci, semena uzrávají v srpnu a září. Počet chromozomů 2n = 12.

## Popis
Jednoletá rostlina z čeledi lipnicovitých, která vyrůstá ve vzpřímených, bohatě olistěných trsech. Je volně trsnatá, odnožuje extravaginálně a bývá vysoká 40 až 60 cm, s klasy pak až 80 nebo 100 cm. Stébla zakončená klasy bývají přímá nebo na bázi vystoupavá, tuhá, na povrchu hladká a střídavě porostlá přisedlými listy. Jejich mírně drsné čepele, dlouhé 5 až 25 cm a široké od 0,5 do 1,2 cm, jsou na konci zúžené do ostré špičky. Listy vyrůstají z listových pochev jež jsou hladké, lysé, nafouklé, bělavě lemované a mají asi 5 mm roztřepený jazýček.
Na vrcholu stébla jsou jednokvěté, zploštělé, 7 až 10 mm dlouhé klásky sestavené do husté, silně stažené laty klásků, která bývá dlouhá 2 až 4 cm a mívá tvar vejcovitý až vejcovitě podlouhlý. Květy jsou oboupohlavné, mají tři tyčinky s prašníky, dvě blizny a jsou opylovány větrem. V krátce stopkatých kláscích se dvěma páry plev vyrůstají po opylení lesklé, nažloutlé obilky, které jsou eliptické, na obou koncích zúžené, průměrně 2,5 mm velké a pevně uzavřené pluchou a pluškou. Hmotnost tisíce obilek je 6,5 gramů.
Rostliny během dozrávání přirozeně zasychají a semena z klásků samovolně nevypadávají, proto je není nutno desikovat. Díky odolnosti semen k mechanickému poškození lze porost sklízet obilním kombajnem.

## Význam
Chrastice kanárská je výhodné jadrné krmivo s vyšším obsahem vlákniny, její semena se používají hlavně jako součást krmných směsí pro drobné exotické ptactvo. Semena uzrávají po 80 až 120 dnech po vzejití, průměrný výnos z 1 hektaru se v podmínkách České republiky pohybuje od 1 do 2 tun.
Mimo pěstování na zrno je také nenáročnou, jednosečnou pícninou pěstovanou v monokultuře nebo jako součást jednoletých travních směsek. Na píci se obvykle seje co nejdříve po sklizni předplodiny a sklízí se obvykle po 45 až 55 dnech od vzejití. Seká se obvykle pouze jednou, neboť špatně obrůstá a výnosy z druhé seče jsou malé, sklizená píce se využívá k přímému zkrmování v čerstvém stavu, ale také na senáž nebo siláž. Díky vysoké odolnosti proti poléhání bývá na polích využívána jako podpůrná plodina pro víceleté jeteloviny. Dobře poslouží také jako vymrzající meziplodina s dobrým protierozním účinkem, která nebrání kvalitní jarní přípravě půdy pro následné plodiny. Lze ji brát také jako okrasnou a dekorativní rostlinu, stonky s latami klásků sbírané těsně před přirozeným žloutnutím lze dobře usušit a použít při aranžování květin.
Travina se může považovat i za léčivou rostlinu, neboť její semena jsou vynikajícím zdrojem antioxidantů, které zabraňují stárnutí kůže, obsahují asi 16 % bílkovin a 12 % vlákniny, mnohé aminokyseliny, kyselinu salicylovou a šťavelovou, četné sacharidy a tuky, draslík, vápník, hořčík, fosfor a kyselinu listovou. Enzymy obsažené v semenech jsou přírodním lékem na léčbu zánětu vnitřních orgánů, jako jsou játra, ledviny a slinivka břišní, léčí také zánět žaludku, dnu i aterosklerózu. Významnou součásti semen je i lipáza, enzym pro odbourávání tuků v organismu.